# 哺育工程

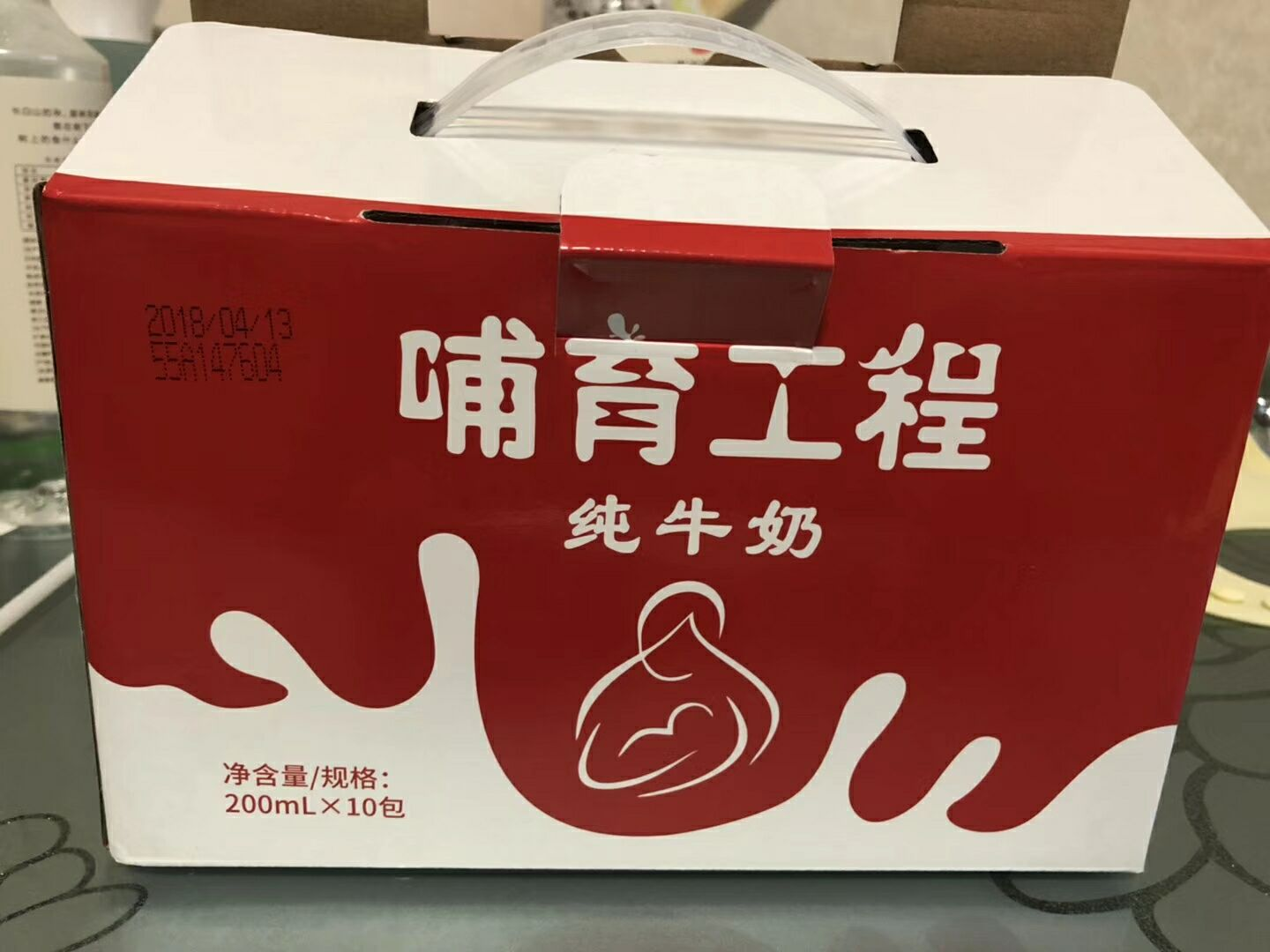
哺育工程外包装，2018年4月20日摄于新疆乌鲁木齐。

哺育工程是中华人民共和国新疆乌鲁木齐市政府开展的一项惠民工程。具体内容是全市各区的0—6岁儿童（需持有居住证且在市区连续居住6个月以上）每天都可以免费领取一袋牛奶。自2018年4月15日起已经全市覆盖。

## 具体举措
哺育工程最早由沙依巴克区实行，其中，西域春、天润、麦趣尔等新疆本地企业提供了支持。全市约有2.4万余名学前儿童享受了该政策。

## 负面反响
部分群众认为牛奶包装上印有《党啊，亲爱的妈妈》歌曲的简谱是政府有意维护意识形态而为之。因此该工程也被部分群众直呼“洗脑工程”。